# 고령 개포리 석조관음보살좌상
고령 개포리 석조관음보살좌상(高靈 開浦里 石造觀音菩薩坐像)은 경상북도 고령군 개진면 개포리에 있는 석조관음보살좌상이다. 1979년 1월 25일 경상북도의 유형문화재 제118호로 지정되었다.

## 개요
경상북도 고령군 개진면 개포동에 있는 고려시대의 석불로, 배모양의 평평한 돌에 새겼다.
전체적인 윤곽은 돋을새김하고 옷주름이나 연꽃무늬 등은 선으로 긋는 도식적인 수법을 사용하고 있다. 머리에 쓴 관(冠)에 작은 부처가 새겨져 있고 손에 연꽃가지를 쥐고 있는 것으로 보아 관음보살상임을 알 수 있다.
머리에 쓴 관은 보통의 것과는 달리 丁자 모양을 하고 있어 완전히 토속화된 모습을 보이고 있다. 얼굴은 둥글 넓적한 모습이고 좁은 코, 작은 입 등에서 토속적인 느낌이 강하게 풍긴다. 양 어깨에 걸친 옷의 주름은 물결선처럼 대강 처리한 반면, 손에 든 연꽃은 정교하게 표현하였다. 어깨는 비교적 넓은 편이나 양 무릎에 갖다 붙인 듯한 두 발, 가슴부분에서 표현된 오른팔과 손은 다소 어색한 모습이다.
대좌에는 연꽃무늬를 새겼는데 조각이 간결하지 못하고 생동감도 없다. 몸 뒤의 광배(光背)에는 꽃무늬를 새겼다. 불상의 뒷면에는 ‘옹희(雍熙) 2년(고려 성종 4년, 985) 을유 6월 27일’이라는 글이 새겨져 있다.
이 불상은 지방 장인이 광주 약사마애불좌상과 같은 세련된 조각을 본떠 만들었을 것으로 추측된다. 고려 초기 지방에서 장인의 손으로 만든 토속화된 불상의 양식을 알려주는 자료로 중요하다.

## 참고 문헌
- 고령개포동석조관음보살좌상 - 국가유산청 국가유산포털